# Steccherinum peckii
Steccherinum peckii är en svampart som beskrevs av Banker 1912. Steccherinum peckii ingår i släktet Steccherinum och familjen Meruliaceae.   Inga underarter finns listade i Catalogue of Life.